# Лаха-Варанди (Грозненський район)
Лаха-Варанди (рос. Лаха-Варанды) — село у Шатойському районі Чечні Російської Федерації.
Населення становить 1236 осіб. Входить до складу муніципального утворення Лаха-Варандинське сільське поселення.

## Історія
Згідно із законом від 20 лютого 2009 року органом місцевого самоврядування є Лаха-Варандинське сільське поселення.

## Населення
| 1990  | 2002  | 2010  | 2012  | 2013 | 2014 | 2015  |
| ----- | ----- | ----- | ----- | ---- | ---- | ----- |
| 430   | ↗724  | ↗947  | ↗961  | ↗962 | ↘942 | ↗1206 |
| 2016  | 2017  | 2018  | 2019  |      |      |       |
| ↗1218 | ↗1224 | ↗1225 | ↗1236 |      |      |       |